# 美国日间电视
日间电视（英語：Daytime Television）指的是在工作日日间时段播出电视节目的统称。在历史上，绝大部分日间电视节目主要是吸引女性电视观众。
在美国，日间时段通常紧接在清晨时段（Early Morning）之后；清晨时段一般用来播出本地或联播网的早餐节目为主。日间时段通常是指周一到周五当地时间的上午10点到下午4点半这个时段；而更广义上的日间时段还包括清晨时段（Early Morning）、傍晚时段（ / ）及准黄金时段（Prime Access）和整个周末全天，基本涵盖了美东时间和太平洋时间的早上6点到晚上8点这个时段。不过由于时区影响，美国境内非美东时区和太平洋时区的其他时区的日间时段会相应提前1小时结束，以便统一进入联播网的黄金时段。
本条目主要介绍美国日间电视的常见节目和类型，同时以无线电视网和广播联卖为主。

## 节目编排
下表演示了美国日间电视细分时段的主要节目类型；但实际情况会因为时区、地区、联播网和本地电视台的安排而有所不同。
| 播出时段                           | 具体时间段    | 常规播出的日间节目类型                                                                          |
| ---------------------------------- | ------------- | ----------------------------------------------------------------------------------------------- |
| 清晨时段                           | 上午6点—9点   | 本地或联播网晨间新闻节目、儿童节目                                                              |
| 上午时段                           | 上午9点—11点  | 游戏节目、谈话节目、法庭节目、新闻杂志节目、广播联卖节目、儿童节目                              |
| 中午时段                           | 上午11点—12点 | 本地或联播网新闻节目、游戏节目、谈话节目、法庭节目、新闻杂志节目、广播联卖节目、儿童节目        |
| 午后时段                           | 下午12点—2点  | 本地或联播网新闻节目、肥皂剧                                                                    |
| 下午时段                           | 下午2点—4点   | 肥皂剧、谈话节目、法庭节目                                                                      |
| 黄昏时段                           | 下午4点—6点   | 本地新闻（特别是下午5点档）、游戏节目、谈话节目、法庭节目、新闻杂志节目、广播联卖节目、儿童节目 |
| 傍晚时段                           | 下午6点—7点   | 本地或联播网新闻节目（主要电视网加盟台） / 广播联卖节目（次要电视网加盟台或独立电视台）         |
| 准黄金时段                         | 晚上7点—8点   | 本地或联播网新闻节目（美东时区或太平洋时区的电视台）、游戏节目、新闻杂志节目、离网情景喜剧      |
| 注：本表所列时间均为美国东部时间。 |               |                                                                                                 |